# Референдум на Кубе (2022)
Референдум по Семейному кодексу Кубы состоялся 25 сентября 2022 года, чтобы позволить населению принять решение о новом Семейном кодексе, легализующем, в частности, однополые браки и однополые усыновления.

## Предыстория

Легализация однополых браков и других типов союзов в мире:
Регистрируются однополые браки
Признаются браки, заключённые за границей
Закон об однополых браках ещё не вступил в силу
Регистрируются альтернативные формы союзов
Признаются некоторые права однополых пар
Страна подлежит решению международного суда
Ограниченное признание браков за границей
Никакие однополые союзы не признаются

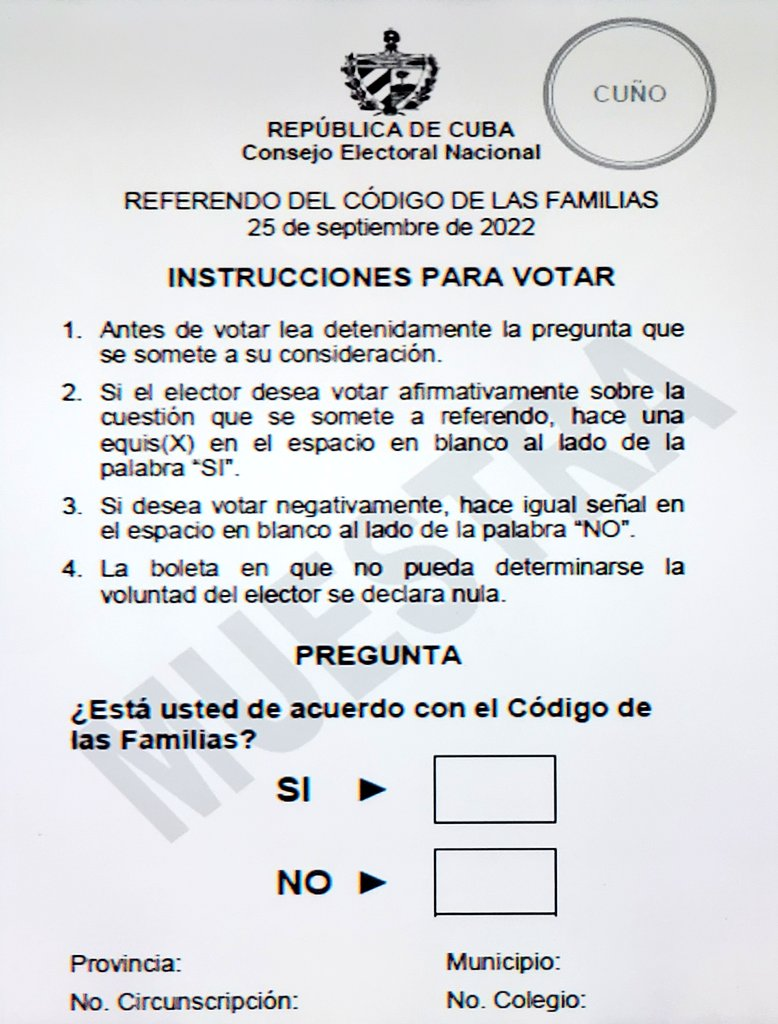
Образец бюллетеня референдума

До 2019 года статья 36 Конституции Кубы (последняя поправка была внесена в 1992 году) определяла брак как «добровольный союз, заключённый между мужчиной и женщиной». Таким образом, формулировка конституционно запрещает однополые браки.
В декабре 2017 года ЛГБТ-группы начали общественную кампанию за отмену конституционного запрета. 4 мая 2018 года Мариэла Кастро (дочь Рауля Кастро) заявила, что предложит реформу конституции и введёт дополнительную меру по легализации однополых браков. 21 июля член Государственного совета Омеро Акоста Альварес заявил, что проект конституции включает положение, определяющее брак как «союз между двумя людьми». Это положение стало предметом общественного обсуждения с 13 августа по 15 ноября 2018 года.
Проблема однополых браков вызвала общественные дебаты на Кубе. В июне 2018 года пять христианских конфессий объявили однополые браки «противоречащими духу коммунистической революции». В ходе того, что было названо «войной плакатов», как противники, так и сторонники однополых браков расклеили по Гаване сотни плакатов. В сентябре 2018 года, после того как консерваторы выступили против предложения легализовать однополые браки, президент Кубы Мигель Диас-Канель объявил о своей поддержке однополых браков. В своём первом интервью с момента вступления в должность в апреле он сказал, что поддерживает «браки между людьми без каких-либо ограничений» и выступает за «устранение любой дискриминации в обществе».
18 декабря конституционная комиссия исключила из законопроекта определение брака. Вместо этого комиссия предпочла использовать нейтральный язык и определить брак как «социальный и правовой институт» без привязки к гендерам. Это означало, что новая конституция не будет прямо легализовать однополые браки, но в то же время будет отменён запрет на однополые браки. Мариэла Кастро сказала, что вместо этого однополые браки будут легализованы путём внесения изменений в Семейный кодекс. В статье для «Havana Times» обозреватель и правозащитник Луис Рондон Пас утверждал, что правительство никогда не намеревалось легализовать однополые браки, а вместо этого стремилось отвлечь внимание от других внутренних проблем и продвигать себя на международном уровне как прогрессивное государство.
Новая конституция была одобрена на референдуме 24 февраля 2019 года 90,6 % голосов и вступила в силу 10 апреля того же года. Статья 82 новой конституции гласит: «Брак является социальным и правовым институтом. Это одна из форм организации семьи. Он основан на свободном согласии и равенстве прав, обязанностей и дееспособности супругов. Закон определяет форму, в которой он составлен, и его последствия».

## Опросы
Одобрение нового Семейного кодекса, легализующего однополые браки и однополые усыновления:
| Опрос                                | Дата                      | Выборка       | Да         | Нет                        | Не определились | Разница |       |   |   |   |
| ------------------------------------ | ------------------------- | ------------- | ---------- | -------------------------- | --------------- | ------- | ----- | - | - | - |
| Опрос                                | Дата                      | Выборка       | Granma/PCC | 1 февраля – 30 апреля 2022 | 434 860         | Разница | 61,96 | – | – | – |
| Granma/PCC                           | 1 февраля – 20 марта 2022 | около 225 000 | 54         | –                          | –               | –       |       |   |   |   |
| Опубликован проект Семейного кодекса |                           |               |            |                            |                 |         |       |   |   |   |
| Apretaste                            | Июль 2019                 | 390           | 63,1       | 36,9                       | –               | 26,2    |       |   |   |   |